# یواس‌اس پورتسموث (۱۸۴۳)
یواس‌اس پورتسموث (۱۸۴۳) (به انگلیسی: USS Portsmouth (1843)) یک کشتی بود که طول آن ۱۵۱ فوت ۱۰ اینچ (۴۶٫۲۸ متر) بود. این کشتی در سال ۱۸۴۳ ساخته شد.